# Fernando Daniel Rodríguez
Fernando Daniel Rodríguez (ur. 10 listopada 1970 w Río Cuarto) – argentyński duchowny rzymskokatolicki, biskup pomocniczy diecezji Lomas de Zamora od 2024.

## Życiorys

### Prezbiterat
Święcenia kapłańskie przyjął 25 października 1997 i został inkardynowany do archidiecezji Buenos Aires. Przez kilka lat pracował jako wikariusz. W 2003 został misjonarzem fidei donum w diecezji San Carlos de Bariloche, gdzie pracował jako wikariusz i proboszcz tamtejszych parafii. W latach 2014–2023 był wikariuszem generalnym tej diecezji.

### Episkopat
30 października 2024 papież Franciszek mianował go biskupem pomocniczym Lomas de Zamora ze stolicą tytularną Castabala. Sakry udzielił mu 21 grudnia 2024 biskup Jorge Lugones.